# Waiting to Happen/36
Waiting to Happen/36, pubblicato nel 2002, raccoglie i primi due album  del gruppo musicale piemontese Perturbazione.

## Tracce
1. See The Sky Above – 3:04
2. I am F – 4:29
3. Where Were You When You Were Tearing Ourselves In Pieces? – 4:50
4. Why Lo-Fi Sucks In '98 – 2:45
5. Tralala – 3:23
6. Happy New Age – 2:54
7. Cuki – 5:46
8. Another Huge Mistake – 6:38
9. Magik Mulatto – 2:13
10. Passed Away – 4:54
11. Caspiriña – 1:15
12. Violet – 7:22
13. Anywhere – 4:13
14. Lontano Da Qui – 5:00
15. Domenica Interno Notte – 3:57
16. Fake B-Movie Star – 3:20
17. Ti Voglio Laureato, Raffinato, Anticonformista Quanto Basta, Con Un Forte Senso Dell'Umorismo, Del Nord, Dolcissimo, Molto Dolce – 1:19
18. La Corda Di Vetro – 3:55
19. Dal Silenzio – 2:53